# سان-جوم-سور-فيل
سان-جوم-سور-فيل (بالفرنسية: Saint-Jean-sur-Veyle)‏ هي بلدية فرنسية تقع في إقليم الآن. رمز إنسي لها هو:1365. أما الرمز البريدي لها فهو: 1290.

## أعلام
- فرانسوا ليغا